# 후안 호세 사에르

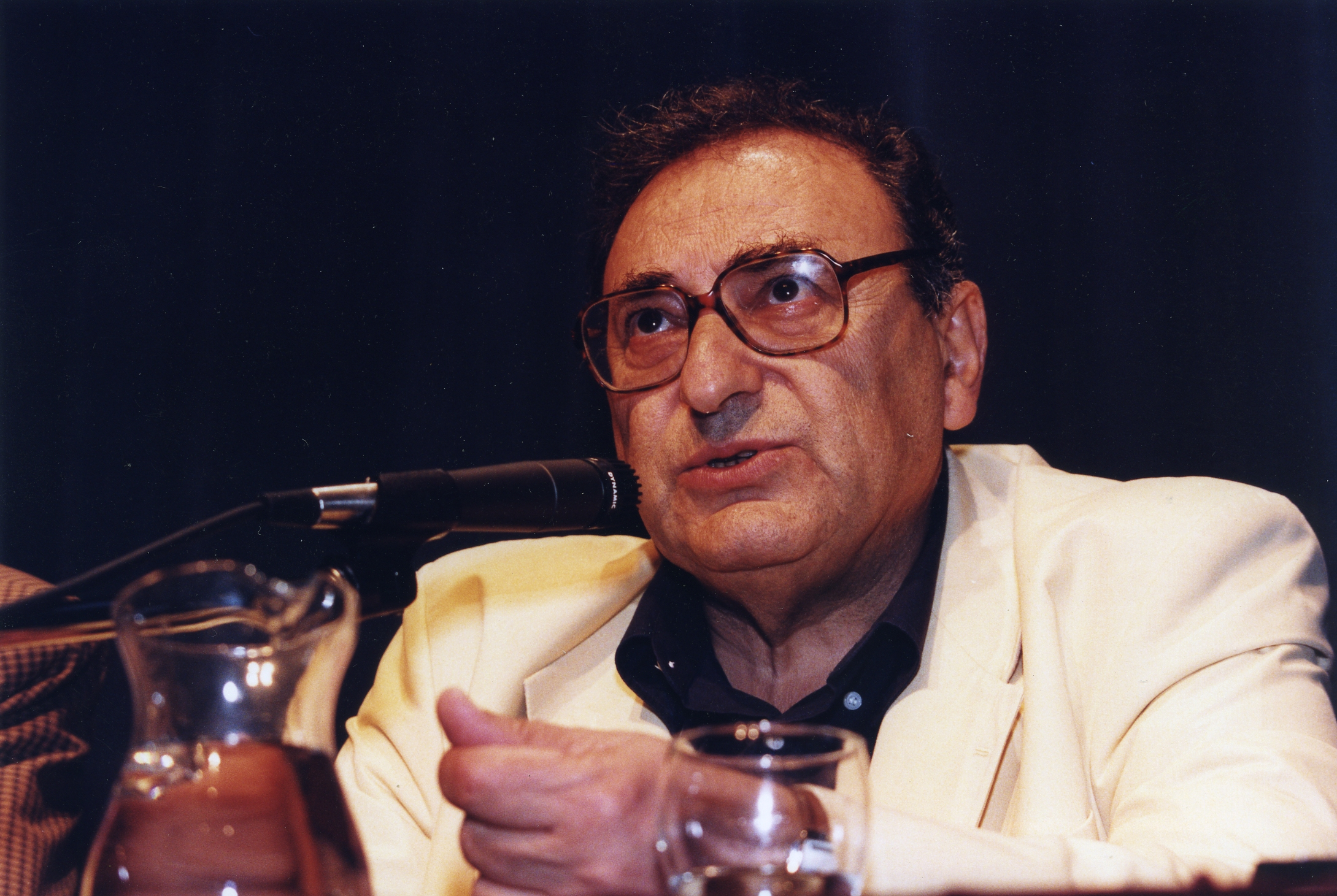

후안 호세 사에르(Juan José Saer, 1937년 6월 28일 – 2005년 6월 11일)  라틴 아메리카 문학과 20세기 스페인어 문학에서 가장 중요한 작가 중 하나이다. 그의 소설 중 4편( La Pesquisa, El Entenado, La Grande, Glosa )은 라틴 아메리카와 스페인 작가와 비평가들이 지난 25년 동안 스페인어로 쓴 최고의 100권의 다양한 목록에 등재되었다
산타페 주의 작은 마을 세로디노에서 시리아-레바논 이민자들 사이에서 태어난 사에르는 국립 리토랄 대학교 에서 법학과 철학을 공부했으며 그곳 에서 촬영사 를 가르쳤다. 장학금 덕분에 그는 1968년 파리 로 이사하여 렌 대학교 에서 가르쳤다. 그는 최근에 렌 대학의 교수직에서 물러났고, 그의 마지막 소설인 La Grande (2005)를 거의 완성했으며, 그 이후로 사후에 출판된 라틴 아메리카 및 유럽 작가에 대한 일련의 비판적 기사와 함께 출판되었다.

2012년에는 이전에 출판되지 않은 작업 노트의 첫 번째 기사가 아르헨티나의 Seix Barral에 의해 "Papeles de trabajo"로 편집 및 출판되었다. 곧이어 두 번째 책이 나왔는데, 이는 첫 번째 책의 서문을 쓴 Julio Premat이 조정한 팀이 5년 동안 편집 작업을 한 결과였다. 이 노트북은 독자들에게 사에르의 창작 과정에 대한 특별한 통찰력을 제공한다.
사에르의 소설은 독재 기간 동안 아르헨티나에 남아 있던 두 명의 쌍둥이 형제의 모습을 통해 자주 망명 작가의 상황을 주제화하고 다른 하나는 사에르 자신과 마찬가지로 파리로 이사했다. 그의 소설 중 일부는 작품에서 작품으로 전경과 배경을 번갈아 가며 다른 많은 캐릭터의 운명과 함께 개별적이고 얽힌 운명을 추적한다. 그의 동시대 인물들( Ricardo Piglia, César Aira, Roberto Bolaño)과 마찬가지로 사에르의 작품은 종종 탐정 소설( The Investigation ), 식민지 시대의 만남( The Witness ), 여행기( El río sin orillas )와 같이 구체적이고 고도로 성문화된 장르를 기반으로 한다.